# Пандо Сурчев
Пандо (Панде) Сурчев e български революционер, деец на Вътрешната македоно-одринска революционна организация, баща на Вангелия Гущерова, известна още като Баба Ванга.

## Биография
Роден е на 7 май 1873 година в струмишкото село Ново село, тогава в Османската империя, днес в Северна Македония. Като деец на ВМОРО, Пандо е заловен и хвърлен от турците в затвора Еди куле в Солун. След Младотурската революция през 1908 година е освободен. През 1910 година се преселва да живее в град Струмица, където се жени за Параскева – майката на Ванга.
През 1912 година, по време на Балканската война, Струмица е присъединена към Царство България, като след това Пандо се замогва. През 1914 година умира жена му. През 1915 след като България се включва в Първата световна война, Пандо заминава за фронта. През 1919 година Струмишко е присъединено към Кралството на сърби, хървати и словенци.
След войната Пандо се жени повторно. По същото време сръбските власти го арестуват заради революционното му минало. Конфискуват му цялото имущество и неговото семейството изпада в бедност, която го съпътства дълги години. През 1923 година се премества със семейството си в родното си Ново село при брат си Костадин, за да не гладуват в града. През 1928 година умира и втората му жена.
Сурчев умира в крайна бедност на 8 ноември 1940 година в Струмица.